# (21656) Knuth
(21656) Knuth (1999 PX1) – planetoida z pasa głównego asteroid okrążająca Słońce w ciągu 4,46 lat w średniej odległości 2,71 j.a. Odkryta 9 sierpnia 1999 roku. Nazwana na cześć matematyka Donalda Knutha.